# Ahorramás
Ahorramás es una empresa española dedicada a la distribución alimentaria, fundada en 1979 por un grupo de empresarios minoristas en Madrid. La compañía opera una red de supermercados que, a partir de 2024, supera los 290 establecimientos localizados principalmente en la Comunidad de Madrid y en las provincias de Guadalajara, Toledo, Cuenca y Ciudad Real. Se caracteriza por su modelo de supermercados de proximidad y ha establecido una política de diferenciación basada en la oferta de productos frescos, controlando el origen y la calidad de los mismos.